# Frederick Alfred Pile

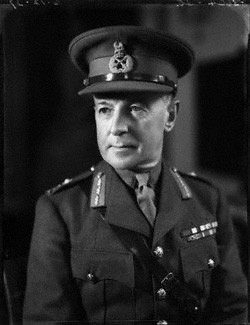
Major-General Sir Frederick Alfred Pile, Bt. (1937)

Sir Frederick Alfred „Tim“ Pile 2. Baronet, CB, DSO, MC (* 14. September 1884 in Dublin; † 14. November 1976 in London) war ein britischer Offizier und zuletzt General der British Army, der unter anderem während des Zweiten Weltkrieges von 1939 bis 1945 Oberkommandierender des Flugabwehrkommandos (General Officer Commanding in Chief Anti-Aircraft Command) war.

## Leben
Frederick Alfred „Tim“ Pile war das zweite Kind und der älteste Sohn von Sir Thomas Devereux Pile, 1. Baronet (1856–1931), der von 1900 bis 1901 Lord Mayor von Dublin war, aus dessen Ehe mit Caroline Maude Nicholson († 1948). Seine ältere und einzige Schwester Eileen Maud Pile (1883–1959) war die Ehefrau von Captain Ronald Devereux Carty, einem Offizier des Royal Army Service Corps. Sein jüngerer Bruder Walter Devereux Pile (1887–1959) diente als Major der Royal Field Artillery im Ersten Weltkrieg, während sein jüngster Bruder Cyril John Pile (1897–1917) als Flight Lieutenant des Royal Flying Corps im Ersten Weltkrieg fiel.
Er selbst begann nach dem Besuch des St Andrew’s College in Dublin eine Kadettenausbildung an der Royal Military Academy Woolwich und wurde nach deren Abschluss 1904 als Second Lieutenant der Royal Artillery in die British Army übernommen. In den folgenden Jahren fand er zahlreiche Verwendungen als Offizier sowie Stabsoffizier und wurde für seine Verdienste im Ersten Weltkrieg im Kriegsbericht erwähnt (Mentioned in dispatches) sowie im Januar 1917 mit dem Military Cross (MC) und im Januar 1918 mit dem Distinguished Service Order (DSO) ausgezeichnet.

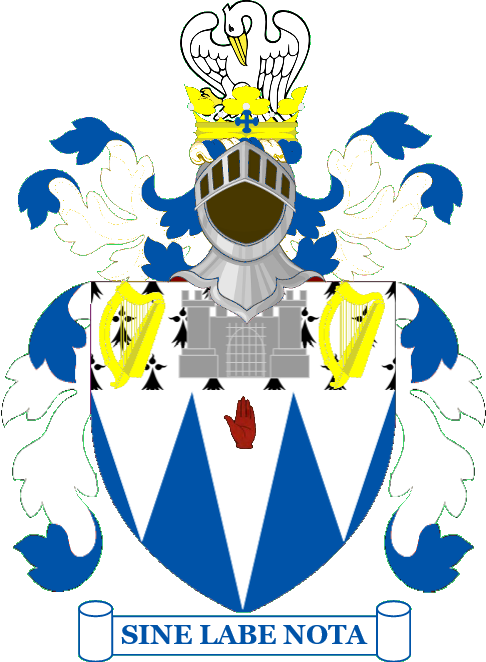
Wappen der Pile Baronets, of Kenilworth House

Nach Kriegsende und verschiedenen Verwendungen im Stabsdienst der Royal Artillery und des Royal Tank Corps in der Zwischenkriegszeit erfolgte am 6. Juni 1927 seine Beförderung in den permanenten Rang eines Lieutenant-Colonel sowie am 21. August 1928 zum Colonel, wobei diese Beförderung rückwirkend zum 3. Juni 1923 erfolgte. Daraufhin fungierte er zwischen dem 21. August 1928 und dem 20. Oktober 1932 als stellvertretender Leiter der Abteilung Mechanisierung (Assistant Director of Mechanization) im Kriegsministerium (War Office). Beim Tod seines Vaters erbte er am 17. Januar 1931 den diesem am 24. September 1900 in der Baronetage of the United Kingdom verliehenen Adelstitel als 2. Baronet, of Kenilworth House in the County Dublin, womit er das Prädikat „Sir“ führte. Nach Beendigung seiner Tätigkeit im Kriegsministerium war er vom 21. Oktober 1932 bis zum 21. Oktober 1936 Kommandeur der im Königreich Ägypten eingesetzten Mechanisierten Kanal-Brigade (Canal Mechanized Brigade), die zum Schutz des Suezkanals diente. Nach seiner Rückkehr war er vom 22. Oktober 1936 bis zum 27. November 1937 unter Halbsold vom aktiven Dienst freigestellt, wurde aber dennoch am 11. Februar 1937 zum Major-General befördert. Er übernahm am 27. November 1937 den Posten als Kommandeur der 1. Flugabwehrdivision (General Officer Commanding, 1st Anti-Aircraft Division) und bekleidete dieses Amt bis zum 27. Juli 1939, woraufhin Major-General Francis Crossman ihn ablöste. Für seine Verdienste wurde er 1938 zum Companion des Order of the Bath (CB) ernannt.

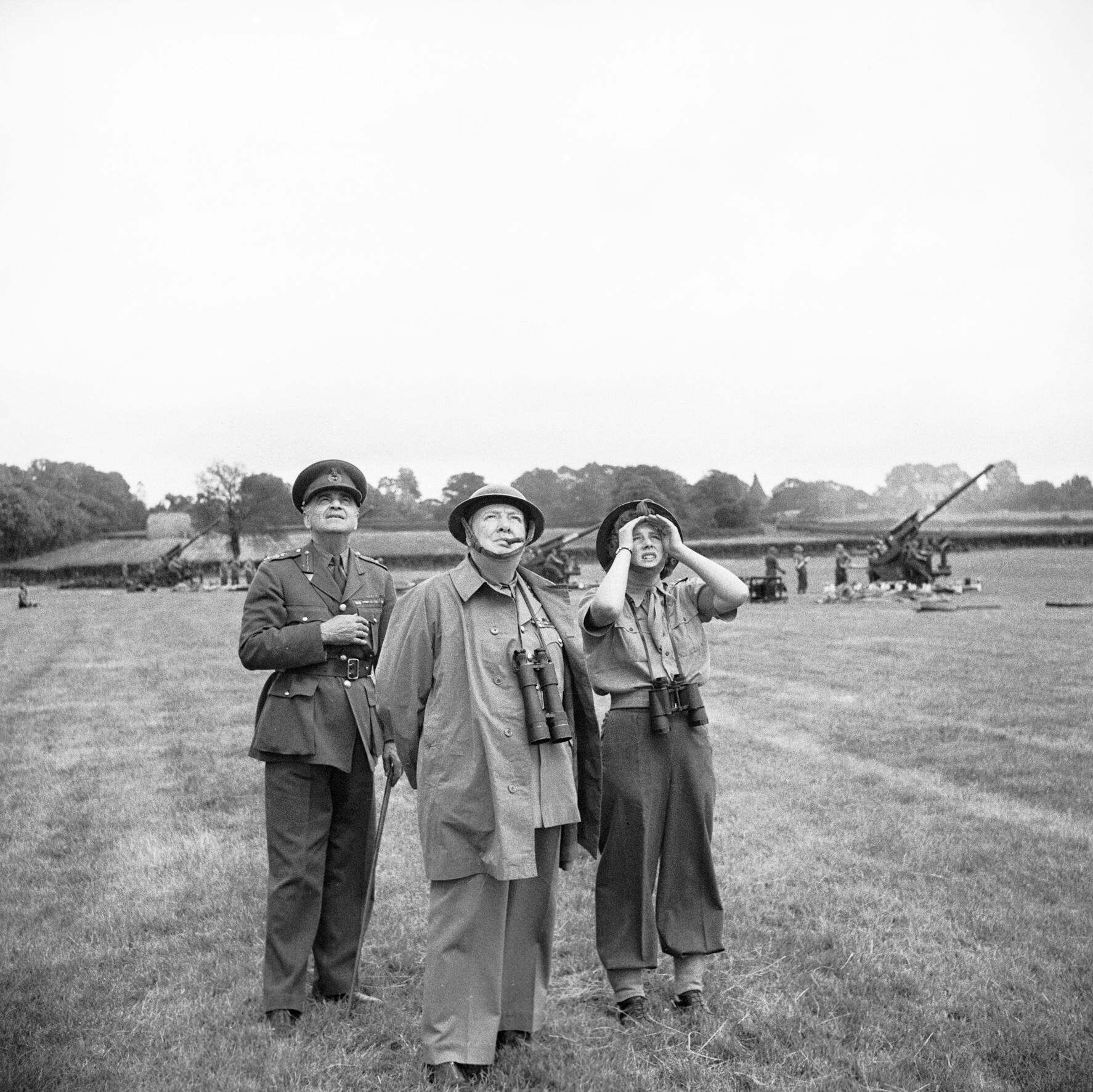
General Pile (links) mit Premierminister Winston Churchill und dessen Tochter Mary Churchill beobachten den Einsatz von Flugabwehrgeschützen gegen deutsche V1-Marschflugkörper am 30. Juni 1944.

Kurz vor Beginn des Zweiten Weltkrieges wurde Sir Frederick Alfred Pile am 28. Juli 1939 rückwirkend zum 8. Juli 1938 zum Lieutenant-General befördert und übernahm zugleich am 28. Juli 1939 von Lieutenant-General Alan Brooke den Posten als Oberkommandierender des Flugabwehrkommandos (General Officer Commanding in Chief Anti-Aircraft Command). Diesen hatte er nahezu während des gesamten Krieges inne und wurde kurz vor Kriegsende am 14. April 1945 von Lieutenant-General Sir William Wyndham Green abgelöst. Am 1. Juli 1941 wurde er für seine Verdienste zum Knight Commander des Order of the Bath (KCB) erhoben und zudem am 25. Dezember 1941 zum General befördert. 1942 verlieh ihm die University of Leeds einen Ehrendoktor der Rechtswissenschaften (Honorary Doctor of Laws) und ferner wurde er bei den New Year Honours am 1. Januar 1945 zum Knight Grand Cross des Order of the Bath (GCB) erhoben. Er bekleidete zudem zwischen dem 30. Januar 1945 und dem 15. September 1952 das Ehrenamt des Colonel-Commandant der Royal Artillery sowie zwischen April und Oktober 1945 noch den Posten des Generaldirektors für Wohnungsbau im Ministerium für öffentliche Arbeiten (Ministry of Works). Er fungierte zudem noch als Honorary Colonel der Royal Artillery der Territorialarmee. Am 26. November 1945 schied er aus dem aktiven militärischen Dienst und trat in den Ruhestand. 1947 wurde er als Commander der US-amerikanischen Legion of Merit ausgezeichnet. Später war er noch in der Privatwirtschaft tätig und unter anderem zwischen 1956 und 1964 Vorstandsvorsitzender (chairman) von Fothergill and Harvey Limited in Manchester sowie parallel von 1961 bis 1963 Vorstandsvorsitzender der Cementation Company Limited.
Frederick Alfred Pile war drei Mal verheiratet. Am 9. Januar 1915 heiratete in erster Ehe Vera Millicent Lloyd (1891–1976), Tochter von Brigadier-General Frederick Charles Lloyd (1860–1957). Aus dieser Ehe gingen die beiden Söhne Sir Frederick Devereux Pile, 3. Baronet (1915–2010), der als Colonel im Royal Tank Regiment diente und 1976 den Titel als 3. Baronet erbte, sowie Sir John Devereux Pile (1918–1982), ein Major der Royal Artillery und späterer Manager in der Tabakindustrie, der 1978 zum Knight Bachelor geschlagen wurde, hervor. Nach der Scheidung von seiner ersten Ehefrau 1929 heiratete Pile am 11. Juni 1932 in zweiter Ehe Hester Mary Melba Phillimore (1900–1949), Tochter des Rechtsanwalts George Grenville Phillimore und dessen Ehefrau May Melba Franklyn. Diese Ehe blieb ebenso kinderlos wie die dritte Ehe mit Molly Eveline Louise Mary Smyth (1901–1988), Witwe von Brigadier Francis Wyville Home (1882–1943), die er am 22. Januar 1951 einging.